# Litsea dorsalicana
Litsea dorsalicana är en lagerväxtart som beskrevs av M.Q.Han & Y.S.Huang. Litsea dorsalicana ingår i släktet Litsea och familjen lagerväxter. Inga underarter finns listade i Catalogue of Life.